# Circuito Mundial de Voleibol de Praia de 2017
Circuito Mundial de Voleibol de Praia de 2017 é uma série de competições internacionais organizadas pela Federação Internacional de Voleibol (FIVB). Em 2017, o Circuito compreendeu três torneios categoria 5 estrelas, dois torneios da categoria 4 estrelas, quatro torneios da categoria 3 estrelas, quatro torneios da categoria 2 estrelas, além de seis eventos da categoria 1 estrela, as edições dos Campeonatos do Mundiais .
No final da temporada, as duplas que tiverem conquistado o maior número de pontos ao longo do ano disputarão as Finais do Circuito Mundial, cuja cidade-sede ainda não foi confirmada pela FIVB.

## Cronograma
Eventos
| Campeonato Mundial                                  |
| Finais do Circuito Mundial (FIVB World Tour Finals) |
| Torneio categoria 5 estrelas/Major Series           |
| Torneio categoria 4 estrelas                        |
| Torneio categoria 3 estrelas                        |
| Torneio categoria 2 estrelas                        |
| Torneio categoria 1 estrela                         |

### Masculino
| Torneio                                                                               | Ouro                                             | Placar                            | Prata                                        | Bronze                                       | Placar                             | Quarto lugar                                              |
| Major Series de Fort Lauderdale Fort Lauderdale,Estados Unidos De 7 a 11 de fevereiro | BrasilÁlvaro Filho · Saymon Barbosa              | 2x0 Relatório (21–15,21–18)       | BrasilEvandro Gonçalves · André Stein        | Estados UnidosPhil Dalhausser · Nick Lucena  | 2x1 Relatório (14–21,21–13,15-10)  | Estados UnidosJohn Hyden · Ryan Doherty                   |
| Aberto de Kish Kish, Irã De 15 a 18 de fevereiro                                      | RússiaNikita Liamin · Viacheslav Krasilnikov     | 2x1 Relatório (18-21,21-19,15-8)  | PolóniaPiotr Kantor · Bartosz Łosiak         | RússiaOleg Stoyanovskiy · Artem Yarzutkin    | 2x1 Relatório (13-21,21-17,15-7)   | AlemanhaLorenz Schümann · Julius Thole                    |
| Aberto de Shepparton Shepparton,Austrália De 4 a 5 de março                           | AustráliaChristopher McHugh · Damien Schumann    | 2x0 Relatório (21–18, 21–18)      | AustráliaCole Durant · Zachery Schubert      | Nova ZelândiaBen O'Dea · Sam O'Dea           | 2x0 Relatório (21–12, 21–14)       | Estados UnidosAdam Roberts · Martin Lorenz                |
| Aberto de Langkawi Langkawi, Malásia De 15 a 16 de abrill                             | CubaNivaldo Díaz · Sergio González               | 2x0 Relatório (21–17, 21–18)      | ÁustriaFlorian Schnetzer · Peter Eglseer     | EstóniaMart Tiisaar · Kusti Nõlvak           | 2x0 Relatório (21–17, 21–17)       | SérviaLazar Kolarić · Đorđe Klašnić                       |
| Aberto de Xiamen Xiamen, China De 20 a 23 de abril                                    | Países BaixosAlexander Brouwer · Robert Meeuwsen | 2x0 Relatório (21–14, 21–17)      | ItáliaPaolo Nicolai · Daniele Lupo           | PolóniaMaciej Rudol · Jakub Szałankiewicz    | 2x0 Relatório (21–16, 21–17)       | AlemanhaArmin Dollinger · Jonathan Erdmann                |
| Aberto do Rio de Janeiro Rio de Janeiro, Brasil De 18 a 21 de maio                    | BrasilAlison Cerutti · Bruno Oscar Schmidt       | 2x0 Relatório (25–23, 21–12)      | PolóniaPiotr Kantor · Bartosz Łosiak         | ItáliaPaolo Nicolai · Daniele Lupo           | 2x1 Relatório (15–21,26-24, 15–11) | Estados UnidosTheo Brunner · Casey Patterson              |
| Aberto de Moscou Moscou, Rússia De 30 de maio a 4 de junho                            | Estados UnidosPhil Dalhausser · Nick Lucena      | 2x1 Relatório (21–17,22–24,18–16) | RússiaViacheslav Krasilnikov · Nikita Liamin | RússiaOleg Stoyanovskiy · Artem Yarzutkin    | 2x1 Relatório (18–21,21–14,15–8)   | LetôniaJānis Šmēdiņš · Aleksandrs Samoilovs               |
| Aberto de Haia Haia, Países Baixos De 13 a 18 de junho                                | RússiaViacheslav Krasilnikov · Nikita Liamin     | 2x0 Relatório (23–21,22–20)       | EspanhaPablo Herrera · Adrián Gavira         | ItáliaPaolo Nicolai · Daniele Lupo           | 2x0 Relatório (21–18,21–15)        | Suíça Nico Beeler · Marco Krattiger                       |
| Major Series de Porec Porec, Croácia De 27 de junho a 2 de julho                      | BrasilGustavo Carvalhaes · Pedro Solberg         | 2x1 Relatório (18–21,25–23,15-9)  | ItáliaPaolo Nicolai · Daniele Lupo           | BrasilAlison Cerutti · Bruno Oscar Schmidt   | 2x0 Relatório (21–15,21-18)        | RússiaOleg Stoyanovskiy · Artem Yarzutkin                 |
| Major Series de Gstaad Gstaad, Suíça De 4 a 9 de julho                                | Estados UnidosPhil Dalhausser · Nick Lucena      | 2x0 Relatório (21–18,21–19)       | PolóniaPiotr Kantor · Bartosz Łosiak         | BrasilÁlvaro Filho · Saymon Barbosa          | 2x0 Relatório (21–12,21–18)        | BrasilEvandro Gonçalves · André Stein                     |
| Aberto de Olsztyn Olsztyn, Polônia De 19 a 23 de julho                                | AlemanhaMarkus Böckermann · Lars Flüggen         | 2x1 Relatório (15-21,21–18,15–11) | Estados UnidosJohn Hyden · Ryan Doherty      | MéxicoJuan Virgen · Lombardo Ontiveros       | 2x0 Relatório (21–17,22–20)        | LetôniaMārtiņš Pļaviņš · Haralds Regža                    |
| Aberto de Agadir Agadir, Morrocos De 21 a 23 de julho                                 | FrançaYoussef Krou · Quincy Ayé                  | 2x0 Relatório (21–18,21–14)       | CatarJúlio César Júnior · Ahmed Tijan        | IrãoBahman Salemiinjehboroun Rahman Raoufi   | 2x1 Relatório (19-21,21–19,16–14)  | MarrocosZouheir El Graoui · Mohamed Abicha                |
| Aberto de Espinho Espinho (Portugal), Portugal De 28 a 30 de julho                    | BrasilGeorge Wanderley · Vitor Felipe            | 2x0 Relatório (21–12,21–13)       | CatarJúlio César Júnior · Ahmed Tijan        | NoruegaAnders Mol · Mathias Berntsen         | 2x0 Relatório (22–20,21–15)        | NoruegaChristian Sørum · Svein Solhaug                    |
| Campeonato Mundial Viena,Áustria De 28 de julho a 6 de agosto                         | BrasilEvandro Gonçalves · André Stein            | 2x0 Relatório (23–21,22–20)       | ÁustriaClemens Doppler · Alexander Horst     | RússiaViacheslav Krasilnikov · Nikita Liamin | 2x0 Relatório (21–17,21–17)        | Países BaixosChristiaan Varenhorst · Maarten van Garderen |
| Finais do Circuito Mundial Hamburgo, Alemanha 23 a 27 de agosto                       | Estados UnidosPhil Dalhausser · Nick Lucena      | 2x0 Relatório (21–15,21–13)       | BrasilEvandro Gonçalves · André Stein        | ItáliaPaolo Nicolai · Daniele Lupo           | 2x1 Relatório (21-17,19–21,15–12)  | PolóniaPiotr Kantor · Bartosz Łosiak                      |

### Feminino
| Torneio                                                                                | Ouro                                            | Placar                             | Prata                                                 | Bronze                                           | Placar                            | Quarto lugar                                     |
| Major Series de Fort Lauderdale Fort Lauderdale, Estados Unidos De 7 a 12 de fevereiro | BrasilLarissa França · Talita Antunes           | 2x0 Relatório (21–15,21–18)        | BrasilÁgatha Bednarczuk · Duda Lisboa                 | AlemanhaChantal Laboureur · Julia Sude           | 2x0 Relatório (21–14,21–14)       | Estados UnidosBrooke Sweat · Summer Ross         |
| Aberto de Shepparton Shepparton,Austrália De 4 a 5 março                               | CanadáJulie Gordon · Camille Saxton             | 2x0 Relatório (21–17,21–14)        | AlemanhaKim Behrens · Anni Schumacher                 | AustráliaPhoebe Bell · Nicole Laird              | 2x0 Relatório (21–14,21–16)       | AlemanhaLeonie Körtzinger · Sandra Seyfferth     |
| Aberto de Sydney Sydney, Austrália De 17 a 19 de março                                 | CanadáJulie Gordon · Camille Saxton             | 2x0 Relatório (21–14,21–16)        | AustráliaMariafe Artacho del Solar · Jessyka Ngauamo  | AustráliaLouise Bawden · Nicole Laird            | 2x1 Relatório (21–18,22–24,15–11) | AlemanhaKim Behrens · Anni Schumacher            |
| Aberto de Langkawi Langkawi, Malásia De 15 a 16 de abril                               | Estados UnidosEmily Stockman · Kimberly Dicello | 2x1 Relatório (22–20,22–24,17–15)  | ChéquiaMartina Bonnerová · Šárka Nakládalová          | ÁustriaCornelia Rimser · Lena Plesiutschnig      | 2x0 Relatório (21–18,21-13)       | ÁustriaNadine Strauss · Teresa Strauss           |
| Aberto de Xiamen Open Xiamen, China De 20 a 23 de abril                                | BrasilBárbara Seixas · Fernanda Berti           | 2x1 Relatório (21–12, 19–21,16–14) | ChinaWang Fan · Yue Yuan                              | AlemanhaVictoria Bieneck · Isabel Schneider      | 2x0 Relatório (21–16, 21–19)      | BrasilMaria Elisa Antonelli · Carolina Horta     |
| Aberto do Rio de Janeiro Rio de Janeiro, Brasil De 18 a 21 de maio                     | BrasilÁgatha Bednarczuk · Duda Lisboa           | 2x1 Relatório (21–14,13–21,15–13)  | CanadáSarah Pavan · Melissa Humana-Paredes            | ChéquiaBarbora Hermannová · Markéta Sluková      | 2x0 Relatório (23–21,21–18)       | BrasilBárbara Seixas · Fernanda Berti            |
| Aberto de Moscou Moscou, Rússia De 31 de maio a 4 de junho                             | BrasilLarissa França · Talita Antunes           | 2x0 Relatório (21–16,21–14)        | Estados UnidosBrooke Sweat · Summer Ross              | BrasilÁgatha Bednarczuk · Duda Lisboa            | 2x0 Relatório (21–14,21–8)        | AlemanhaVictoria Bieneck · Isabel Schneider      |
| Aberto de Haia Haia,Países Baixos De 13 a 18 de junho                                  | BrasilMaria Elisa Antonelli · Carolina Solberg  | 2x0 Relatório (21–17,21–11)        | Suíça Joana Heidrich · Anouk Vergé-Dépré              | BrasilÁgatha Bednarczuk · Duda Lisboa            | 2x1 Relatório (16–21,21–13,15–11) | CanadáSarah Pavan · Melissa Humana-Paredes       |
| Aberto de Nanjing Nanjing, China De 16 a 18 de junho                                   | Estados UnidosBetsi Flint · Kelley Larsen       | 2x0 Relatório (21–19,21–12)        | ChinaWen Shuhui · Xia Xinyi                           | LituâniaIeva Dumbauskaitė · Monika Povilaitytė   | 2x1 Relatório (25–23,17–21,15–7)  | ChéquiaMartina Bonnerová · Šárka Nakládalová     |
| Aberto de Monaco Monaco, Monaco De 17 a 18 junho                                       | BrasilJuliana Silva · Carolina Horta            | 2x1 Relatório (21–16,15–21,15–13)  | AlemanhaKim Behrens · Anni Schumacher                 | GréciaPeny Karagkouni · Konstantina Tsopoulou    | 2x1 Relatório (21–15,16–21,15–9)  | Nova ZelândiaShaunna Marie Polley · Kelsie Wills |
| Aberto de Nantong Nantong, China De 23 a 25 de junho                                   | ChinaWen Shuhui · Xia Xinyi                     | 2x0 Relatório (21–18,21–14)        | ChinaWang Xinxin · Yue Yuan                           | LituâniaIeva Dumbauskaitė · Monika Povilaitytė   | 2x0 Relatório (26–24,21–19)       | RússiaYulia Abalakina · Ksenia Dabizha           |
| Major Series de Porec Porec, Croácia De 27 de junho a 1 de julho                       | CanadáSarah Pavan · Melissa Humana-Paredes      | 2x1 Relatório (32–34,21–12,15–6)   | ChéquiaBarbora Hermannová · Markéta Sluková           | Suíça Nina Betschart · Tanja Hüberli             | 2x0 Relatório (21–14,21–19)       | BrasilBárbara Seixas · Fernanda Berti            |
| Major Series de Gstaad Gstaad, Suíça De 4 a 8 de julho                                 | AlemanhaChantal Laboureur · Julia Sude          | 2x0 Relatório (21–18,22–20)        | BrasilLarissa França · Talita Antunes                 | CanadáSarah Pavan · Melissa Humana-Paredes       | 2x0 Relatório (21–15,21–12)       | Suíça Joana Heidrich · Anouk Vergé-Dépré         |
| Aberto de Daegu Daegu, Coreia do Sul De 14 a 16 de julho                               | JapãoMiki Ishii · Megumi Murakami               | 2x0 Relatório (21–14,15–21,17–15)  | TailândiaVarapatsorn Radarong · Tanarattha Udomchavee | ChéquiaKateřina Valková · Diana Žolnerčíková     | 2x0 Relatório (21–14,24–22)       | AlemanhaLisa Arnholdt · Leonie Welsch            |
| Aberto de Ulsan Ulsan, Coreia do Sul De 20 a 22 de julho                               | Estados UnidosBetsi Flint · Kelley Larsen       | 2x0 Relatório (21–16,21–13)        | TailândiaVarapatsorn Radarong · Tanarattha Udomchavee | Nova ZelândiaShaunna Marie Polley · Kelsie Wills | 2x0 Relatório (21–17,21–18)       | TailândiaRumpaipruet Numwong · Khanittha Hongpak |
| Aberto de Olsztyn Olsztyn, Polônia De 19 a 23 de julho                                 | BrasilLarissa França · Talita Antunes           | 2x1 Relatório (20–22,21–18,16–14)  | CanadáSarah Pavan · Melissa Humana-Paredes            | BrasilÁgatha Bednarczuk · Duda Lisboa            | 2-0 Relatório (21-0,21-0) w.o     | Estados UnidosKerri Walsh · Nicole Branagh       |
| Aberto de Agadir Agadir, Morrocos De 21 a 23 de julho                                  | Suíça Nicole Eiholzer · Dunja Gerson            | 2x0 Relatório (21–19,21–18)        | JapãoAkiko Hasegawa · Azusa Futami                    | FrançaLézana Placette · Aline Chamereau          | 2x0 Relatório (21–9,21–12)        | ParaguaiErika Mongelós · Gabriela Filippo        |
| Campeonato Mundial Viena, Áustria De 28 de julho a 5 de agosto                         | AlemanhaLaura Ludwig · Kira Walkenhorst         | 2x1 Relatório (19–21,21–13,15–9)   | Estados UnidosApril Ross · Lauren Fendrick            | BrasilLarissa França · Talita Antunes            | 2x1 Relatório (21–12,16–21,18–16) | CanadáSarah Pavan · Melissa Humana-Paredes       |
| Finais do Circuito Mundial Hamburgo, Alemanha 23 a 26 de agosto                        | AlemanhaLaura Ludwig · Kira Walkenhorst         | 2x1 Relatório (21–17,19–21,15–10)  | BrasilÁgatha Bednarczuk · Duda Lisboa                 | BrasilLarissa França · Talita Antunes            | 2x0 Relatório (21–17,21–19)       | CanadáSarah Pavan · Melissa Humana-Paredes       |

## Quadro de medalhas
| Ordem | País           | Medalha de ouro | Medalha de prata | Medalha de bronze | Total |
| ----- | -------------- | --------------- | ---------------- | ----------------- | ----- |
| 1     | Brasil         | 12              | 5                | 7                 | 24    |
| 2     | Estados Unidos | 6               | 3                | 1                 | 10    |
| 3     | Alemanha       | 4               | 2                | 2                 | 8     |
| 4     | Canadá         | 3               | 2                | 1                 | 6     |
| 5     | Rússia         | 2               | 1                | 3                 | 6     |
| 6     | China          | 1               | 3                | 0                 | 4     |
| 7     | Austrália      | 1               | 2                | 2                 | 5     |
| 8     | Suíça          | 1               | 1                | 1                 | 2     |
| 9     | Japão          | 1               | 1                | 0                 | 2     |
| 10    | França         | 1               | 0                | 1                 | 2     |
| 11    | Cuba           | 1               | 0                | 0                 | 1     |
| 11    | Países Baixos  | 1               | 0                | 0                 | 1     |
| 13    | Polónia        | 0               | 3                | 1                 | 4     |
| 14    | Itália         | 0               | 2                | 3                 | 5     |
| 15    | Chéquia        | 0               | 2                | 2                 | 4     |
| 16    | Áustria        | 0               | 2                | 1                 | 3     |
| 17    | Catar          | 0               | 2                | 0                 | 1     |
| 17    | Tailândia      | 0               | 2                | 0                 | 2     |
| 19    | Espanha        | 0               | 1                | 0                 | 1     |
| 20    | Lituânia       | 0               | 0                | 2                 | 2     |
| 20    | Nova Zelândia  | 0               | 0                | 2                 | 2     |
| 22    | Estónia        | 0               | 0                | 1                 | 1     |
| 22    | Grécia         | 0               | 0                | 1                 | 1     |
| 22    | Irão           | 0               | 0                | 1                 | 1     |
| 22    | México         | 0               | 0                | 1                 | 1     |
| 22    | Noruega        | 0               | 0                | 1                 | 1     |
|       |                | 34              | 34               | 34                | 102   |